# Linia kolejowa 141 Lužianky – Leopoldov
Linia kolejowa nr 141 – linia kolejowa o długości 28 km, łącząca Lužianky z Leopoldov. Jedna z linii kolejowych na Słowacji.
Linia jest jednotorowa i niezelektryfikowana.

## Historia linii
Linia została oddana do użytku 18 grudnia 1897 roku.